# Дідьє Дефаго
Дідьє Дефаго (фр. Didier Défago, 2 жовтня 1977) — швейцарський гірськолижник, олімпійський чемпіон.
Золоту олімпійську медаль і звання олімпійського чемпіона Дефаго виборов у Ванкувері в швидкісному спуску. Разом із цією Дефаго чотири рази вигравав етапи Кубку світу, ще двічі в швидкісному спуску і один раз у супергігантському слаломі.